# 0079-0088
0079–0088 – kompilacja japońskiego artysty Gackta, wydana 19 grudnia 2007 roku. Album składa się z ośmiu utworów, które wcześniej znalazły się na ścieżkach dźwiękowych filmów Mobile Suit Zeta Gundam lub były coverami piosenek z poprzednich seriali anime Gundam. Album osiągnął 6 pozycję w rankingu Oricon i pozostał na listach przebojów przez 9 tygodni. Sprzedano 66 427 egzemplarzy.

## Lista utworów
Wszystkie utwory zostały skomponowane i napisane przez Gackt C (oprócz AM-1, M-5, M-9).
| Nr | Tytuł                                                        | Czas |
| -- | ------------------------------------------------------------ | ---- |
| 1. | "Ai Senshi" (jap. 哀戦士)                                    | 3:28 |
| 2. | "Metamorphoze"                                               | 3:46 |
| 3. | "Kimi ga matteiru kara" (jap. 君が待っているから)            | 4:17 |
| 4. | "mind forest"                                                | 4:35 |
| 5. | "Suna no jūjika ~Interlude~" (jap. 砂の十字架 ～Interlude～) | 3:15 |
| 6. | "Dybbuk"                                                     | 3:31 |
| 7. | "Dears"                                                      | 4:41 |
| 8. | "Love Letter"                                                | 4:59 |
| 9. | "Meguriai" (jap. めぐりあい)                                 | 4:39 |

## Personel
- Inżynier, mixing: Katsuyuki Abe, Koji Morimoto
- Producent wykonawczy: Hiroshi Hasegawa
- Mastering: Rena Koyanagi
- Kierownictwo artystyczne, projekt: Jun Misaki